# منطقة تراونشتاين
مِنطقَة تراونشتاين (بالأَلمانِيَّة: Landkreis Traunstein) هي دائِرَة أَلمانِيَّة تَّابعة لمُحافظة باڤارِيا العُليَا في وِلاَية باڤارِيا في جُمهُوريَّة أَلمَانيَا الاِتّحاديّة. بمِساحة تُقَدَّر بحَوالَي 1.534 كم².

## وصلات خارجية
- الصّفحة الرّسميّة لتراونشتاين (بالألمانية)